# مهندسی نرم‌افزار شیءگرا
مهندسی نرم افزار شی گرا (به انگلیسی: Object-Oriented Software Engineering) استفاده از اصول و مفاهیم شی گرائی برای تحلیل، طراحی، پیاده‌سازی و آزمون نرم افزار است.
زبان مدل سازی یکپارچه «UML» نیز جهت کمک به این کار تولید شده‌است.
در شی گرایی دامنه مسئله به مجموعه ای از اشیاء تقسیم می‌شود که هر کدام از اشیاء داده‌ها و پردازشی که بر روی آن انجام می گیرید را بسته‌بندی می‌کند.